# Lagoa dos Grotões

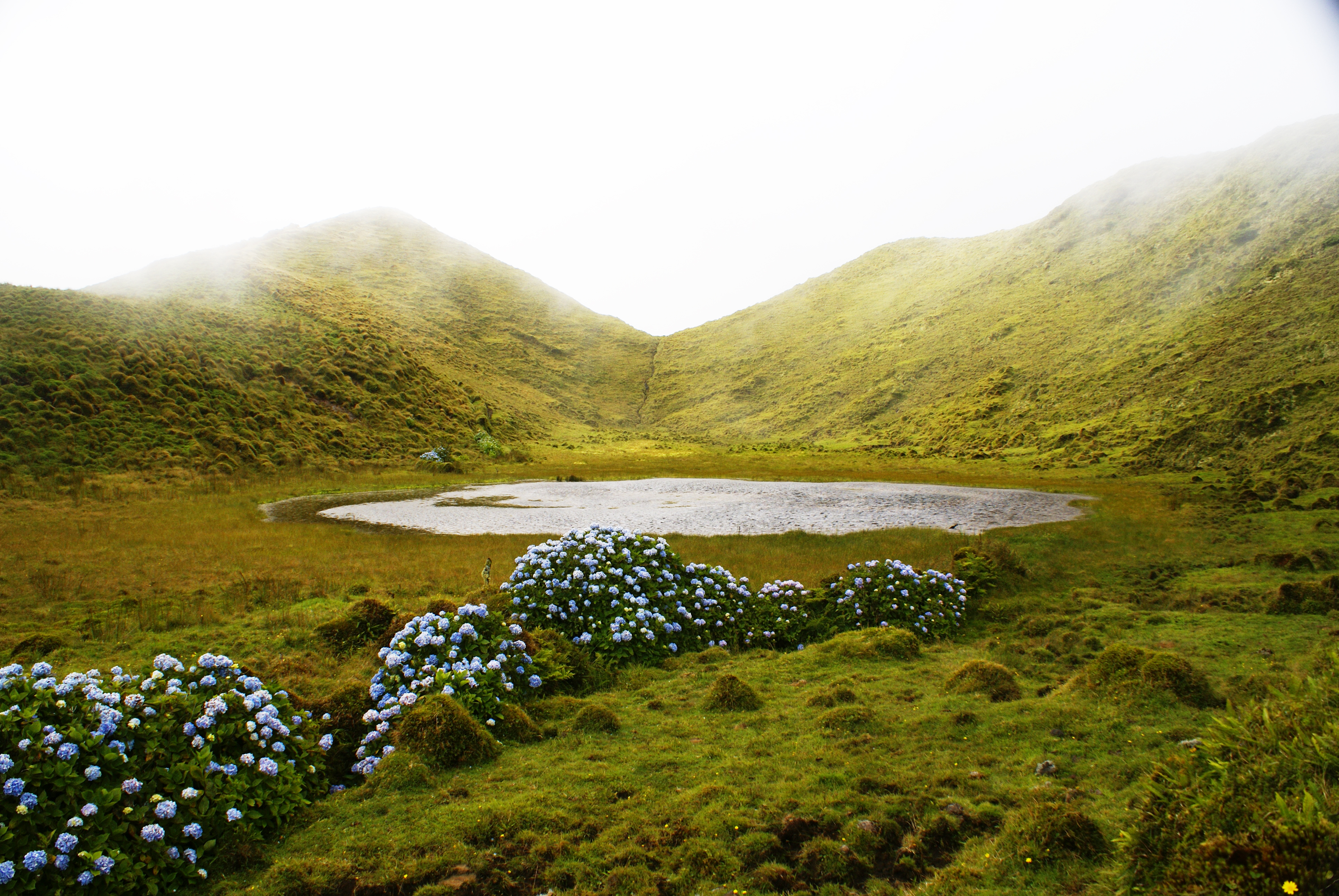
Lagoa dos Grotões.

A Lagoa dos Grotões é uma lagoa portuguesa, localizada na ilha açoriana do Pico.